# Ловка езда
„Ловка езда“ (на френски: La Voltige) е френски късометражен документален ням филм от 1895 година, заснет в Лион от продуцента и режисьор Луи Люмиер. Филмът, чието времетраене е 46 секунди е бил част от първия комерсиален киносеанс на братята Люмиер, състоял се на 28 декември 1895 година в „Гранд Кафе“ на „Булеварда на капуцините“ в Париж.

## Сюжет
Трима мъже и един кон стоят на полето. Единият мъж, облечен в бяло, държи юздите на коня. Вторият мъж, облечен в черно, наблюдава отстрани как третият се опитва да яхне коня. След шест неуспешни опита, той най-накрая успява да се настани в седлото и ездата започва.